# Филология
Филологията е наука, която съчетава изучаването на езика (научна област лингвистика) и литературата (научна област литературознание).
Нейните клонове могат да имат за предмет на изучаване областта на конкретен език – например българска филология и немска филология, близки езици - славянска филилогия и романска филология, или групи езици - класическа филология (старогръцки и латински), ориенталистика и др.
Филология се използва в смисъл на изследване на текстове, главно стари, на историческа лингвистика (диахронна) или като изследване на езици и на текстове, създадени на тях, включвайки области като езикознание, литературознание, както и фолклористика, етнография, странознание, митология и др. Това е вид изучаване на езика и литературата, популярен от XIX век (виж Младограматическа школа).
Освен научна област, това е и учебна специалност и дисциплина, включително в България.

## Филология и лингвистика
Заради фокуса върху историческото развитие (диахронен анализ) терминът филология започва да се използва от някои в контраст на лингвистиката. Това се дължи на развитието през XX век, започнато от Фердинанд дьо Сосюр, и неговото настояване за важността на синхронния анализ, от което по-късно възникват структурализмът и чомски-лингвистиката, с нейното сериозно наблягане върху синтаксиса.

## Етимология
Терминът филология произлиза от гръцкото съществително φιλολογία (philologia) , което на свой ред от думите φίλος (philos), означаваща „обичан, скъп, приятел“ и λόγος (logos), означаваща „наука, дума, говор, слово, мислене, причина“ и описваща любовта към ученето, литературата, както и аргументацията и мисленето, разсъждаването върху поредица от дейности, спадащи към понятието λόγος. Терминът се предава в латински като philologia, а по-късно в среднофренски започва да означава „любов към литературата“. В английски придобива употреба през XVI век.
Прилагателното φιλόλογος (philologos) в койне е означавало „обичащ да дискутира и да се аргументира, разговорлив“, като също е предпоставяло изключителна софистичност, като желание за аргументация пред любовта към чистата мъдрост – φιλόσοφος (philosophos).
През V век, в посткласическата литература (Мартиан Капела, De nuptiis Philologiae et Mercurii) philologia се превръща в алегория за литературна ерудиция: идея, възобновена в късната средновековна литература (Чосър, Lydgate).
През XVIII век започва да придобива значението на наука (Фридрих Аугуст Волф, 1777).
През XIX век значението „любов към ученето и литературата“ е сведено до „изучаване историческото развитие на езиците“ (историческа лингвистика), благодарение на бързия прогрес, постигнат в разбирането на звуковите закони и езиковата промяна. Тогава е т. нар. „златна ера във филологията“, продължила до края на XIX век, или с други думи "от Фридрих Шлегел до Ницше".  В британския английски, philology (филология) се запазва основно като синоним на „историческа лингвистика“, докато в езика на САЩ, има по-широко значение: най-вече на „изучаване граматиката, историята и литературната традиция на даден език“ .

## Видове филологии

### Славянски филологии
- Балканистика
- Българска филология
- Полска филология
- Руска филология
- Славянска филология
- Словашка филология
- Сръбска и хърватска филология
- Украинска филология
- Чешка филология

### Романски филологии
- Испанска филология
- Италианска филология
- Португалска филология
- Румънска филология
- Френска филология

### Други видове
- Арабистика
- Арменистика
- Германистика
- Индология
- Иранистика
- Китаистика
- Класическа филология
- Кореистика
- Тюркология
- Унгарска филология
- Японистика